# Lehmann-Garten

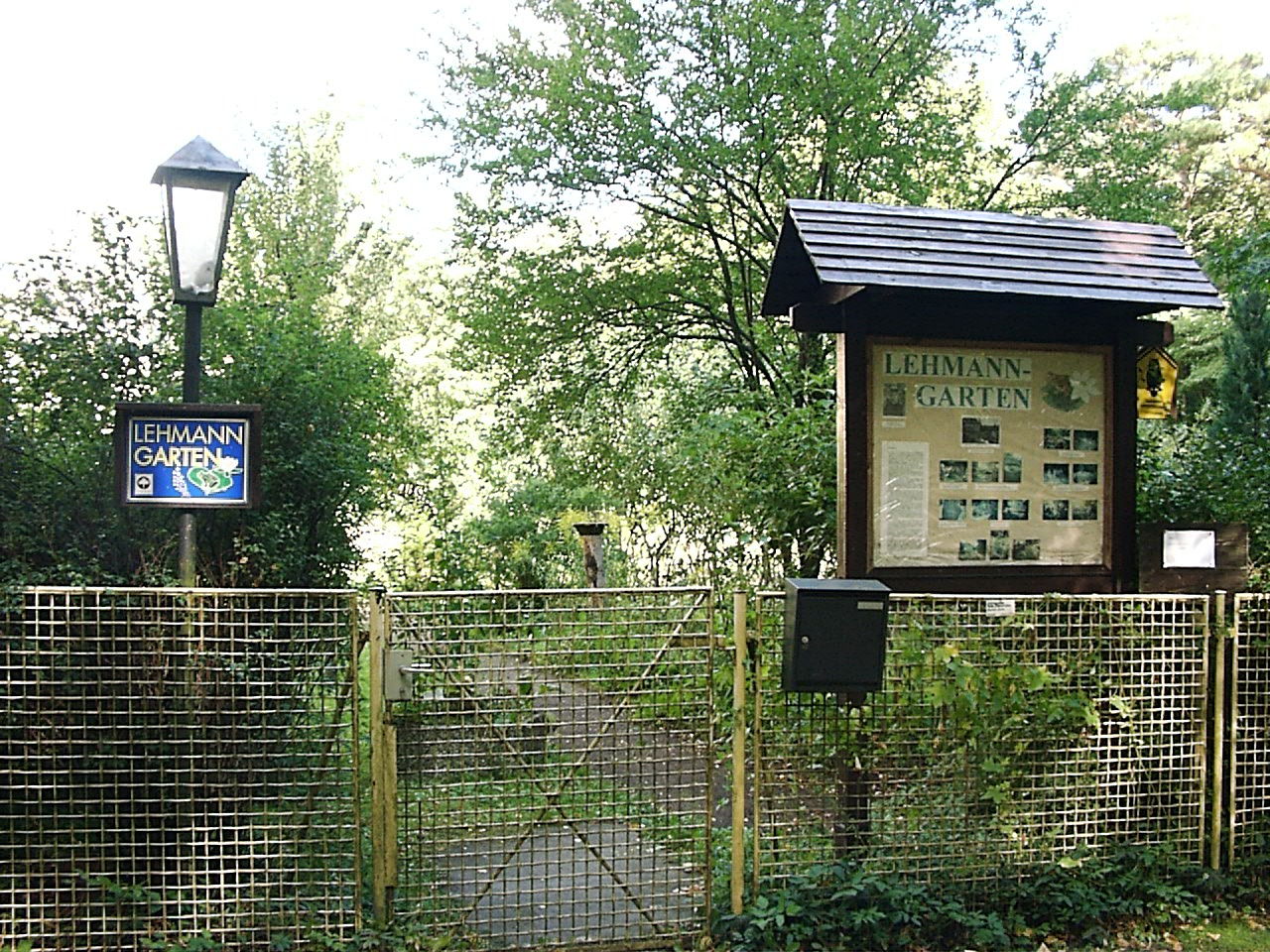
Eingang zum Lehmanngarten.

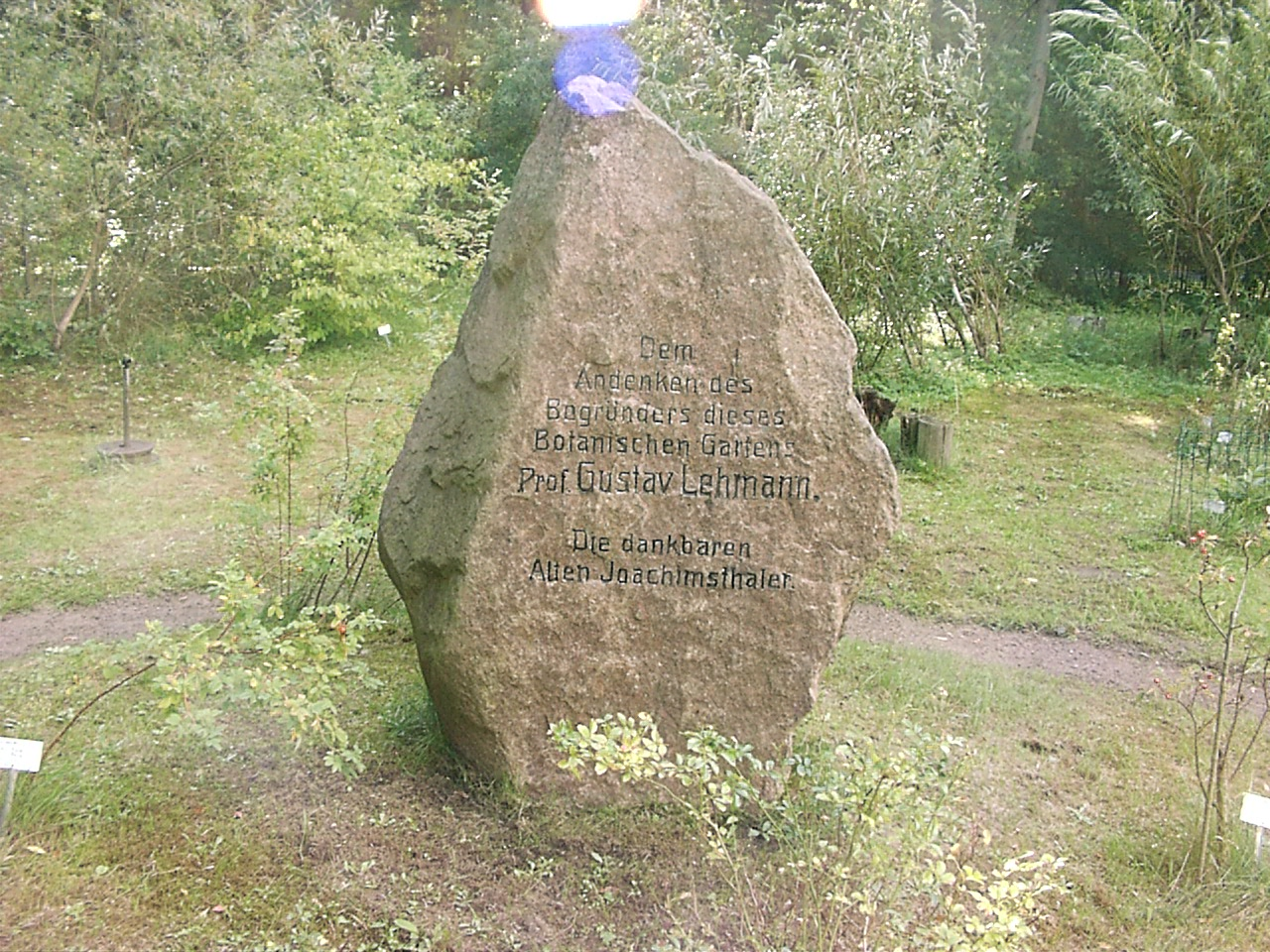
Gedenkstein für Gustav Lehmann im Lehmanngarten.

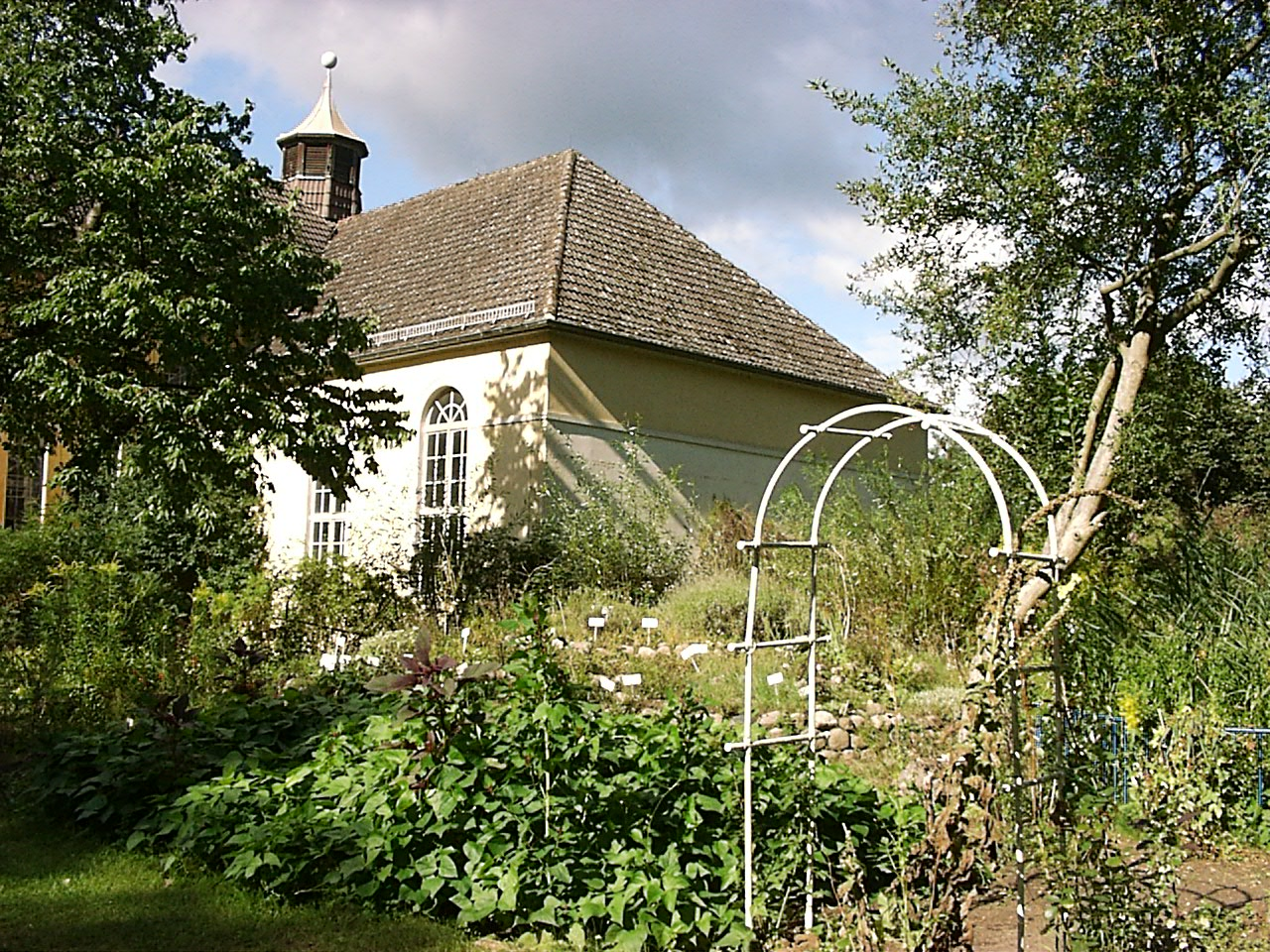
Lehmanngarten, Blick von Osten.

Der Lehmann-Garten ist ein Botanischer Garten in Templin auf dem Gelände des ehemaligen Joachimsthalschen Gymnasium.
Der Garten wurde von Gustav Lehmann 1912 als Schulgarten des in Templin neu gebauten Joachimsthalschen Gymnasium angelegt. Der Garten diente zu Lehr- und Versuchszwecken. Im Jahr 1988/89 wurde er wieder neu angelegt.
Die Gartenanlage ist etwa 2500 Quadratmeter groß.
Sie dient auch heute wieder zu Lehr- und Schauzwecken für die örtlichen Schulen, für die Bevölkerung und Gäste von Templin.